# Lingua kanuri
La lingua kanuri è una lingua nilo-sahariana parlata in Nigeria e altri paesi dell'Africa centrale.

## Distribuzione geografica
Il kanuri è una lingua, o un insieme di idiomi dialettali affini, parlato da circa 4 milioni di persone, distribuite sulle sponde del Lago Ciad. La maggioranze di tali persone, circa 3 milioni, sono stanziate in Nigeria.
Le stime sul numero complessivo dei locutori variano da 3,8 milioni a 4,2 milioni, a seconda di quali idiomi vengono ricondotti alla lingua kanuri.

## Dialetti e lingue derivate
Lo standard ISO 639-3 classifica il kanuri come macrolingua composta dai seguenti membri:
- lingua kanuri centrale (o Yerwa kanuri) (codice ISO 639-3 knc)
- lingua manga kanuri (kby)
- lingua tumari kanuri (krt)

Secondo Ethnologue, il gruppo delle lingue kanuri è più ampio, e comprende anche la lingua kanuri di Bilma (bms), la lingua kanembu (kbl) e la Lingua tarjumo (txj).
Il kanuri centrale o Yerwa kanuri è l'idioma più diffuso, con 3 milioni di locutori in Nigeria, e altri 250.000 circa tra Camerun, Ciad, Niger, Sudan e Libia.
Il manga kanuri è parlato da 280.000 persone in Niger e 200.000 in Nigeria.
Il tumari kanuri è parlato da 40.000 persone in Niger.
Il kanuri di Bilma conta 20.000 locutori intorno all'antica oasi di Bilma, in Niger.
Il kanembu è parlato da 461.000 persone nel Ciad occidentale e altri nella Nigeria e in Niger.
Il tarjumo è solo una lingua liturgica usata da alcuni leader musulmani per le loro cerimonie in Nigeria.

## Classificazione
Secondo Ethnologue, la classificazione della lingua kanuri è la seguente:
- lingue nilo-sahariane
  - lingue sahariane
    - lingue sahariane occidentali
      - lingua kanuri

## Storia
Si tratta della lingua parlata prevalentemente dall'etnia Kanuri, considerata discendendente dei grandi imperi precoloniali conosciuti come Kanem-Bornu. In passato era una delle più diffuse lingue franche dell'Africa sub-sahariana, anche se oggi sta perdendo terreno a favore delle più diffuse lingue delle regioni confinanti, in particolare lo hausa e l'arabo.

## Grammatica
Il kanuri è una lingua tonale, di tipologia Soggetto Oggetto Verbo.

## Sistema di scrittura
Per la scrittura vengono utilizzati sia l'alfabeto arabo che l'alfabeto latino.